# چئوندئونگسان (چونگچئونگ شمالی)
چئوندئونگسان (به لاتین: Cheondeungsan) یک کوه در کره جنوبی است. چئوندئونگسان ۸۰۷ متر بالاتر از سطح دریا واقع شده‌است.